# مونيا بني
مونيا بني (الاسم العلمي: Lonchura ferruginosa) (بالإنجليزية: White-capped Munia)‏ هي نوع من الطيور تتبع جنس المونيا من فصيلة شمعية المنقار.